# 예천공처농요
예천공처농요(醴泉公處農謠)는 대한민국 경상북도 예천군, 낙동강 연안을 중심으로 널리 전승되던 노동요이다. 1986년 12월 11일 경상북도의 무형문화재 제10호로 지정되었다.

## 개요
농요는 논이나 밭에서 일을 하면서 피로를 잊고 능률을 올리기 위해 부르는 노래로 들노래 또는 농사짓기소리라고도 한다. 토속민요의 하나로 개인 또는 집단적으로 부르며, 지방에 따라서 노래가 달라질 수도 있다.
예천 공처농요는 낙동강 연안을 중심으로 널리 전승되던 노동요이다. 내륙의 외딴 마을이었기에 이웃 문화의 유입과 혼합됨이 없이 오직 이 마을에서만 불리는 순수한 민요이다. 내용은 모심기노래·논매기소리·타작소리·걸채소리·칭칭이(쾌지나칭칭) 등으로 짜여진다. 모심기노래는 모를 심으면서, 논매기소리는 논을 매면서, 타작소리는 보리를 타작하면서, 칭칭이는 논매기 후에 밭을 나오면서 부르는 노래이다. 이 민요는 가장 원시적인 형태라고 한다.
예천 공처농요는 향토색을 지닌 채 전승되어 왔으며, 농민의 슬픔과 기쁨을 담고 있다. 예천군 풍양면에 살고 있는 예능보유자 황기석씨가 그 맥을 이어가고 있다.

## 보유자
| 구분         | 성명 (생년월일) | 성별 | 기예능       | 주소          | 인정·해제일자                 | 비고 |
| ------------ | --------------- | ---- | ------------ | ------------- | ----------------------------- | ---- |
| 전수교육조교 | 정의관 (1939생) | 남   | 예천공처농요 | 예천군 풍양면 | 인정일자 미상, 2019.5.16 해제 |      |
| 전수교육조교 | 고순애 (1956생) | 여   | 예천공처농요 | 예천군 풍양면 | 2019.5.16 인정                |      |

## 참고 문헌
- 예천공처농요 - 국가유산청 국가유산포털